# 蛍火 (RYTHEMの曲)
「蛍火」（ほたるび）は、日本の音楽デュオ・RYTHEMの12作目のシングル。

## 解説
テレビ東京系『ファイテンション☆スクール』のエンディングテーマ。
当初は、インターネットラジオ番組「Enjoy Your Time」やライブなどでのみ披露されていた曲である。2006年8月に発売の予定であったが、1年延期された。発売されたバージョンは、当時に比べ歌詞が大幅に変更されている。
初回盤は、DVD付きの2枚組（「蛍火」ビデオクリップ、メイキング収録）。
なお、本作のアコースティックバージョンが配信限定でリリースされている。

## 収録曲
1. 蛍火（作詞・作曲:新津由衣、編曲:武部聡志）
2. 夏メロ（作詞・作曲:加藤有加利、編曲:益田TOSH）
3. 蛍火（Instrumental）
4. 夏メロ（Instrumental）

## 参加ミュージシャン
RYTHEM
- RYTHEM：Additional Programming (#2,4)
- YUI：Vocal (#1,2)
- YUKA：Vocal (#1,2)

Additional Musician
- 武部聡志：Sound Produced & Keyboards (#1,3)
- 益田TOSH：Programming (#2,4)
- Philip Woo：Keyboards & Programming (#2,4)
- 河村"カースケ"智康：Drums (#1,3)
- 種子田健：Bass (#1,3)
- 狩野良昭：Electric Guitar (#1,3)
- 石井マサユキ：Gut Guitar (#2,4)
- 山中雅文：Synthesizer Operation (#1,3)
- 12 monkeys：Hand Claps (#2,4)

## 収録アルバム
- 23 (#2)
- BEST STORY (#1)